# スミインコ
スミインコ(Chalcopsitta atra)は、鳥綱インコ目Psittaculidae科テリハインコ属に分類される鳥類。

## 分布
インドネシア。ニューギニア島西部およびその周辺の島嶼。

## 形態
全身は黒く、腰は青い。嘴の色彩は黒い。

## 分類
以下の分類は、IOC World Bird List (v10.1)に従う。
Chalcopsitta atra atra (Scopoli, 1786)
ニューギニア島西部（ドベライ半島西部）、Batanta島、Salawati島
Chalcopsitta atra bernsteini von Rosenberg, 1861
ミソール島
額や大腿部が赤紫色。
Chalcopsitta atra insignis Oustalet, 1878
ニューギニア島西部（ドベライ半島西部、オニン半島、Bombrai半島）、Rumberpon島
顔や大腿部・翼の下面が赤い。

## 人間との関係
1981年に、インコ目単位でワシントン条約附属書IIに掲載されている。